# طربوش (مدخنة)
الطُّربوش هو غطاء مدخنة يستخدم لزيادة تدفق المدخنة ومنع التدفق العكسي ويدور مع هبوب الريح عادة. يُثبت الطربوش المصنوعة عادةً من الحديد المجلفن في وعاء المدخنة لمنع الرياح من إعادة الدخان إلى مجرى الدخان.

## أمثلة

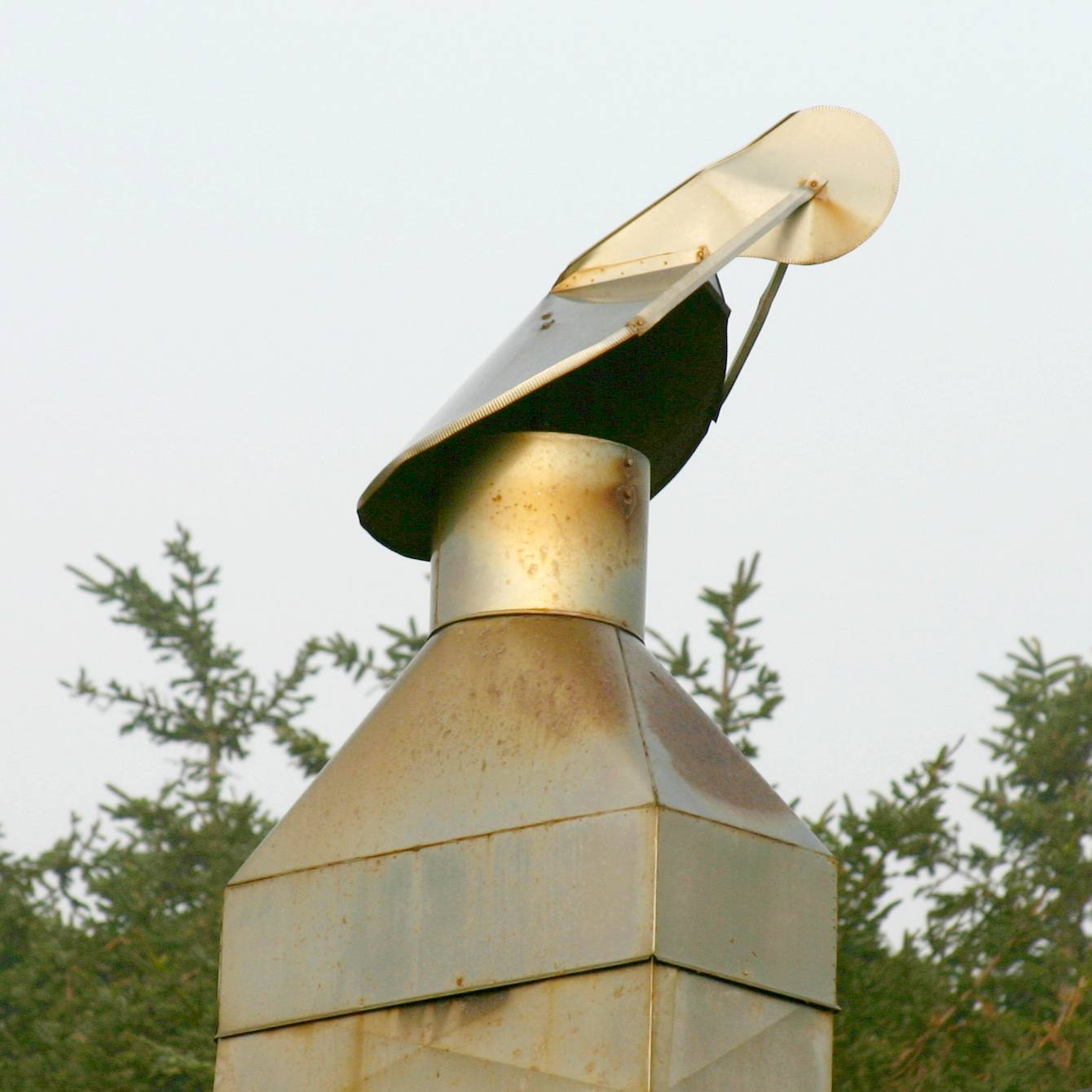
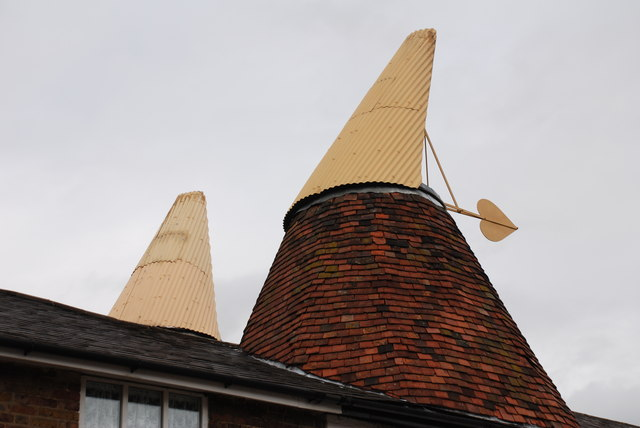
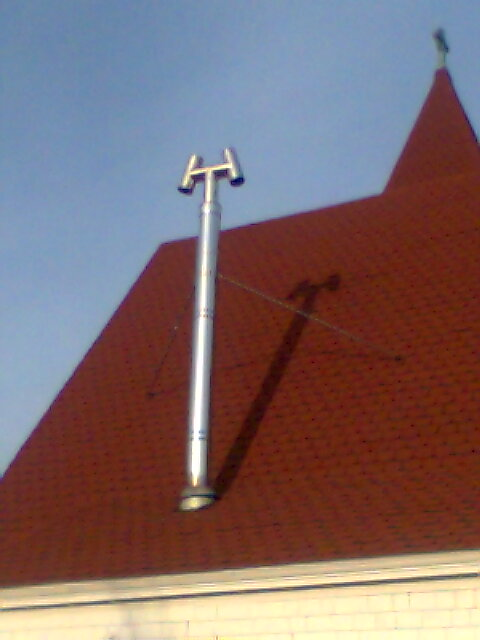
طربوش على شكل H.
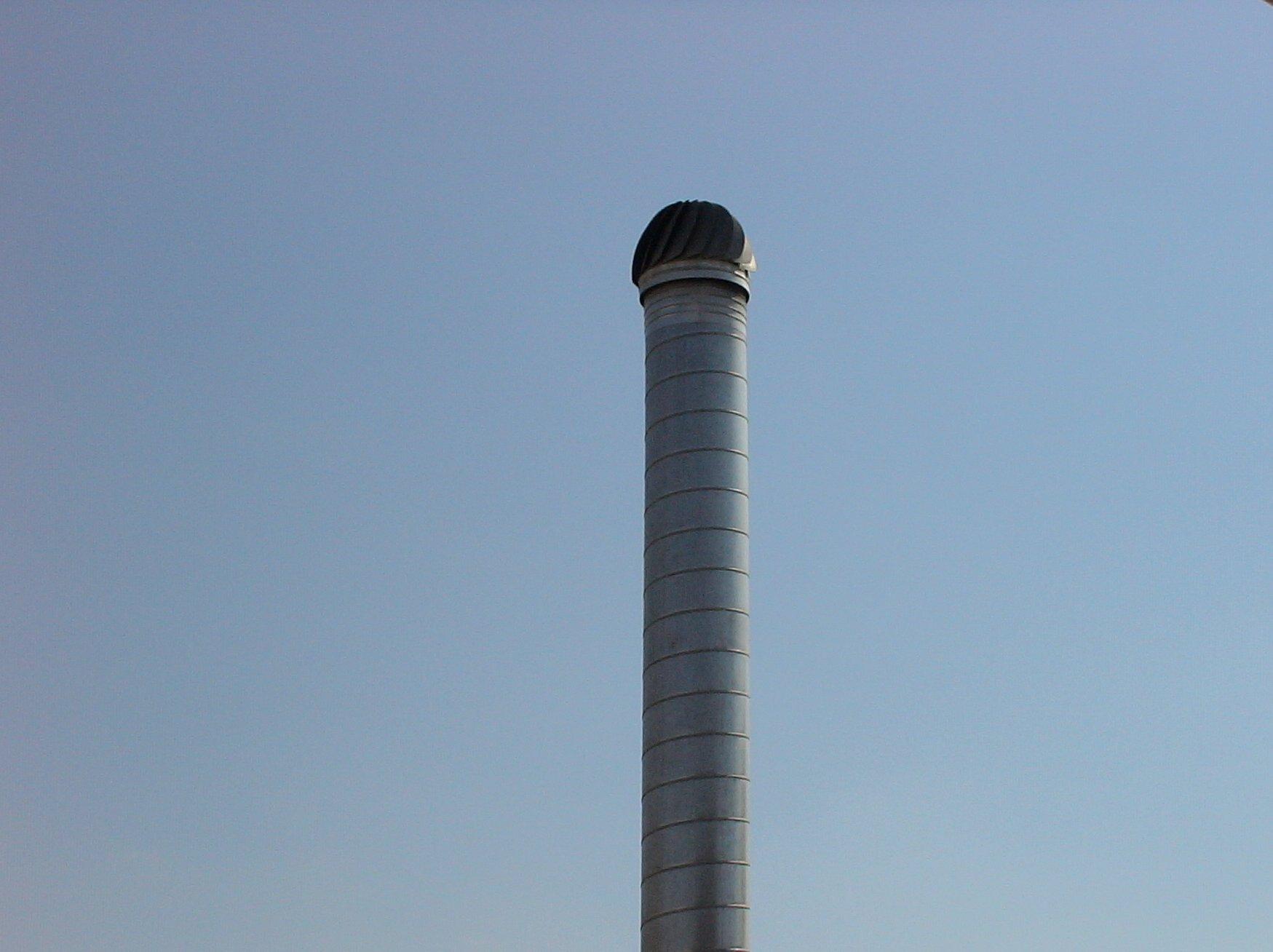
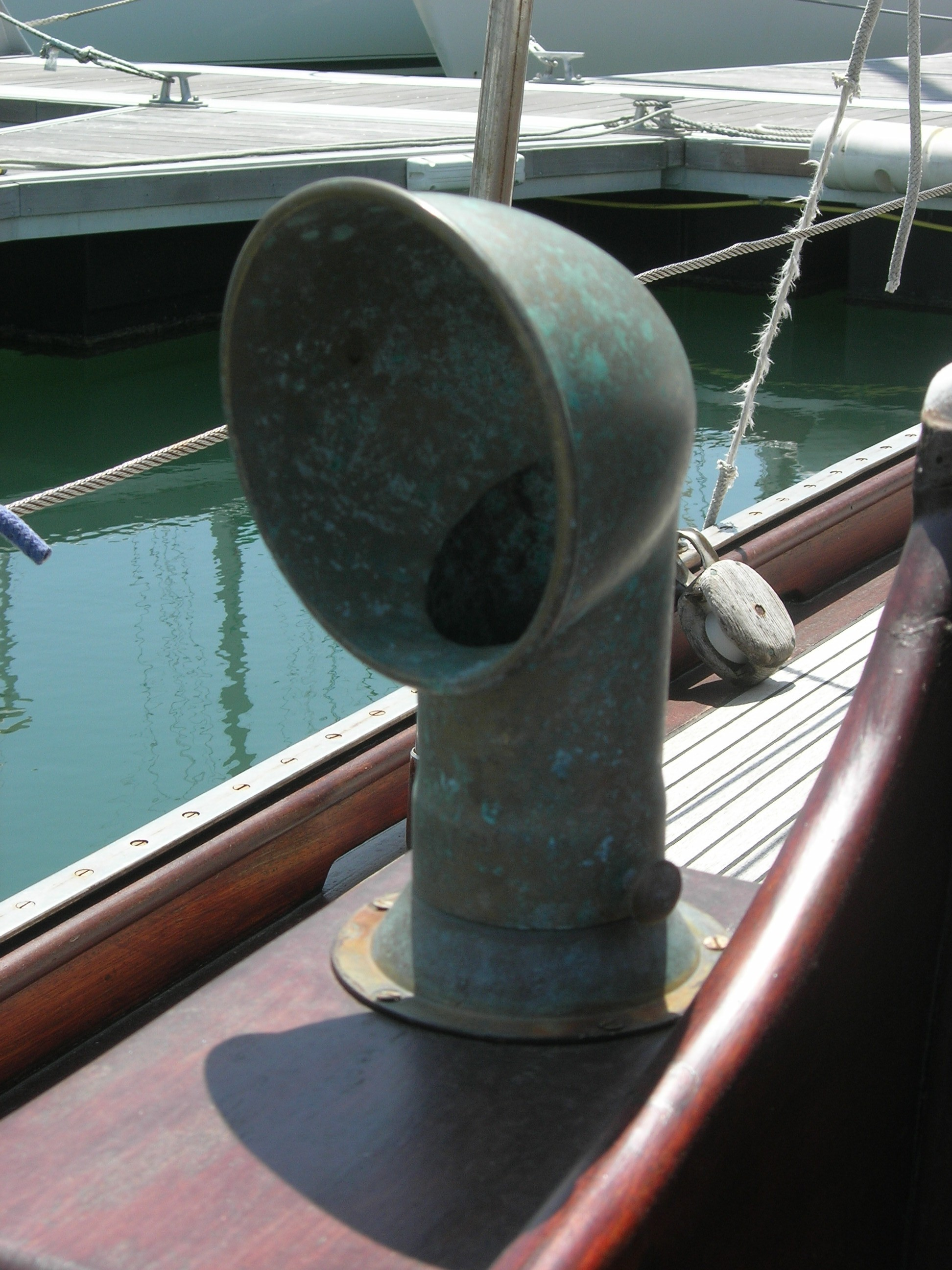
طربوش في قارب